# Malvolio
(Malvolio, atto II, scena V de La dodicesima notte)

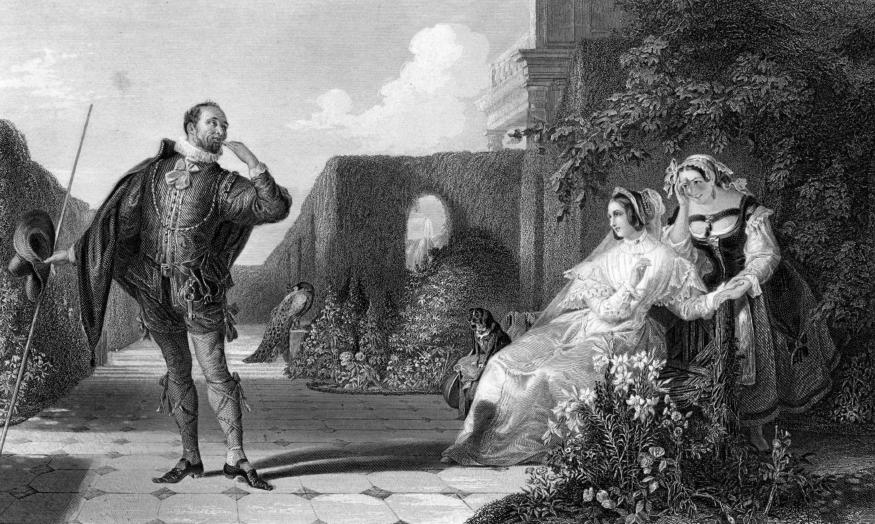
Malvolio e Olivia

Malvolio è uno dei personaggi della commedia di William Shakespeare, La dodicesima notte.

## Descrizione
Tra i personaggi più caratteristici e di maggior rilievo della commedia c'è Malvolio; maggiordomo di Olivia, di lei segretamente innamorato. Di carattere irruente, fa parte della schiera dei personaggi comici che animano la sottotrama comica che si intreccia alla trama principale della commedia. 
Insieme al capitano Antonio, è il personaggio che alla fine della commedia rimane solo, che dichiara di vendicarsi della beffa subita e che non viene incluso nel festeggiamento dell'Epifania che al contrario vede la felicità nelle nozze delle tre coppie da poco formatesi (Orsino e Viola, Sebastiano ed Olivia e Sir Toby e Maria).
Nella commedia, Malvolio è definito come puritano ed è l'esatto contrario dei personaggi a quali si oppone, come Sir Toby e Sir Andrew Aguecheek, tuttavia, si dimostra ipocrita quando nel momento in cui lo sentiamo vaneggiare da solo prima di trovare la lettera di Olivia fantastica sul fatto indossare la zimarra di velluto damascata, venendo appena dal divano dove ha lasciato Olivia dormiente.
Il primo attore ad impersonare il personaggio fu Richard Burbage nel Globe theatre. Altri famosi attori che lo hanno interpretato a teatro sono per esempio: Henry Irving, E. H. Sothern, Herbert Beerbohm Tree, Henry Ainley, John Gielgud, Simon Russell Beale, Maurice Evans, e Richard Briers.
Alcuni studiosi di Shakespeare ipotizzano che il personaggio di Malvolio fu ispirato dal proprietario terriero puritano Sir Thomas Posthumous Hoby che rimase coinvolto in un famoso caso contro alcuni suoi vicini dello Yorkshire, nel quale li citò in giudizio per essere arrivati senza invito in casa sua, aver bevuto, giocato a carte, bestemmiato e minacciato di violentare sua moglie (caso che alla fine vinse); la scena alla quale si farebbe riferimento in questa vicenda è quella in cui Malvolio interrompe la festa a tarda notte del trio Toby, Andrew, Feste. 
La dimostrazione dell'importanza di questo personaggio si nota anche dal fatto che la commedia stessa era conosciuta a livello popolare con il nome "Malvolio"
Una poesia di Eugenio Montale, inclusa nella raccolta Diario del '71 e del '72, s’intitola Lettera a Malvolio. In essa “Malvolio“ è uno pseudonimo che allude a Pier Paolo Pasolini, il quale aveva duramente criticato Montale per il suo disimpegno politico. La scelta dello pseudonimo Malvolio da parte di Montale rimanda evidentemente all'ipocrisia che, secondo lui, caratterizzerebbe il comportamento di Pasolini.